# Alp (gmina)
Alp – gmina w Hiszpanii,  w Katalonii, w prowincji Girona, w comarce Baixa Cerdanya.
Powierzchnia gminy wynosi 44,3 km². Zgodnie z danymi INE, w 2009 roku liczba ludności wynosiła 1 735, a gęstość zaludnienia 39,2 osoby/km². Wysokość bezwzględna gminy równa jest 1158 metrów. Współrzędne geograficzne Alp to 42°22'31"N 1°53'19"E. Kod pocztowy do gminy to 17538. Burmistrzem Alp jest Salvador Rigola i Espinet.
W gminie znajduje się stacja linii kolejowej Barcelona – Puigcerdà – la Tor de Querol.

## Liczba ludności z biegiem lat
- 1991 – 908
- 1996 – 1012
- 2001 – 1219
- 2004 – 1315
- 2005 – 1389
- 2009 - 1735

## Miejscowości
W skład gminy Alp wchodzą trzy miejscowości, w tym miejscowość gminna o tej samej nazwie. Te miejscowości to:
- Alp – liczba ludności: 947
- Masella – 18
- La Molina – 424